# Brungrimmia
Brungrimmia (Grimmia elongata) är en bladmossart som beskrevs av G. Kaulfuss in Sturm 1816. Brungrimmia ingår i släktet grimmior, och familjen Grimmiaceae. Enligt den finländska rödlistan är arten nära hotad i Finland. Arten är reproducerande i Sverige. Artens livsmiljö är fjällklippor, block- och stenmarker. Inga underarter finns listade i Catalogue of Life.